# Бровки Другі
Бро́вки Другі (раніше — Бровки) — село в Україні, в Андрушівській міській територіальній громаді Бердичівського району Житомирської області. Кількість населення становить 153 особи (2001). У 1923—54 роках — адміністративний центр колишньої однойменної сільської ради.

## Населення
В середині 19 століття нараховувалося 298 мешканців, всі православні, наприкінці 19 століття кількість населення становила 692 особи, з них чоловіків — 296 та 296 жінок, дворів — 97, або 90 дворів та 510 мешканців.
Відповідно до результатів перепису населення Російської імперії 1897 року, загальна кількість мешканців села становила 604 особи, з них: православних — 528, римокатоликів — 68, чоловіків — 300, жінок — 304.
Відповідно до перепису населення СРСР 17 грудня 1926 року, чисельність населення становила 798 осіб, з них, за статтю: чоловіків — 379, жінок — 419; етнічний склад: українців — 778, поляків — 10. Кількість домогосподарств — 171, з них, несільського типу — 4.
Відповідно до результатів перепису населення СРСР, кількість населення, станом на 12 січня 1989 року, становила 212 осіб. Станом на 5 грудня 2001 року, відповідно до перепису населення України, кількість мешканців села становила 153 особи.

### Мова
Розподіл населення за рідною мовою за даними перепису 2001 року:
| Мова       | Кількість | Відсоток |
| ---------- | --------- | -------- |
| українська | 152       | 99.35%   |
| російська  | 1         | 0.65%    |
| Усього     | 153       | 100%     |

## Історія
Засноване 1700 року. В середині 19 століття — сільце Бровки Білопільської волості Бердичівського повіту Київської губернії. Розміщувалося за 3 версти від с. Камені, в лісистій місцевості. Належало поміщикові Цезарові Абрамовичу, 1828 року народження, латинської віри. Земель — 1 054 десятини. Входило до православної парафії в Каменях. Поліційна управа — в Махнівці.
Наприкінці 19 століття — власницьке сільце Бровки Білопільської волості Бердичівського повіту Київської губернії. Відстань до повітового міста Бердичів, де розміщувалася поштова казенна станція — 24 версти, до волосного центру, містечка Білопілля, де розміщувалася також поштова земська станція — 6 верст, до найближчої залізничної станції (Чорнорудка) — 12 верст, до найближчої телеграфної станції, в Червоному — 6 верст. Основним заняттям мешканців було рільництво. Землі — 954 десятини, з котрих поміщикам належало 650 десятин, селянам — 304 десятини. Належало поміщикові, князеві П. І. Ратієву, господарство вів управитель Липинський. При обробітку землі застосовували трипільну сівозміну. В селі були школа грамоти, вітряк та кузня. Пожежна частина мала дві діжки та два багри.
У 1923 увійшло до складу новоствореної Бровківської Другої сільської ради, котра, від 7 березня 1923 року, включена до складу новоутвореного Білопільського району Бердичівської округи; адміністративний центр ради. 17 червня 1925 року, внаслідок ліквідації Бровківського району, село, разом із сільською радою, передане до складу Вчорайшенського району Бердичівської округи. Відстань до районного центру, с. Вчорайше, становила 20 верст, до окружного центру в Бердичеві — 20 верст, до найближчої залізничної станції Чорнорудка — 15 верст.
3 лютого 1931 року, в складі сільської ради, включене до Ружинського району, 13 лютого 1935 року, відповідно до постанови Президії ВУЦВК «Про склад нових адміністративних районів Київської області» — до складу Вчорайшенського району Київської області. 11 серпня 1954 року, відповідно до указу Президії Верховної ради Української РСР «Про укрупнення сільських рад по Житомирській області», Бровківську Другу сільську раду ліквідовано, село включене до складу Каменівської сільської ради Вчорайшенського району Житомирської області. 28 листопада 1957 року, після розформування Вчорайшенського району, в складі сільської ради включене до Андрушівського району, 30 грудня 1962 року — до складу Бердичівського району, 4 січня 1965 року повернуте до складу відновленого Андрушівського району Житомирської області.
У 2020 році територію та населені пункти Каменівської сільської ради Андрушівського району, відповідно до розпорядження Кабінету Міністрів України № 711-р від 12 червня 2020 року «Про визначення адміністративних центрів та затвердження територій територіальних громад Житомирської області», включено до складу Андрушівської міської територіальної громади Бердичівського району Житомирської області.